# Орлов Олівер Олексійович
Оліве́р Олексі́йович Орло́в (нар. 28 жовтня 1931, м. Ленськ, Якутія) — український науковець. Доктор економічних наук, професор, академік Академії економічних наук України.

## Життєпис
1956-1960 рр. – навчався в Саратовському економічному інституті, який закінчив з відзнакою та був залишений на кафедрі економіки і організації промислового підприємства на посаді асистента і молодшого наукового співробітника.
1966 р. – захистив кандидатську дисертацію за темою «Виробнича потужність і планування її використання у машинобудуванні».
1966-1969 рр. – працював у Інституті економіки промисловості АН УРСР (Донецьк), виконував госпдоговірні роботи з гігантом машинобудівної галузі Новокраматорським машинобудівним заводом з проблем оцінки ефективності і обґрунтування цін на нові машини. Ці розробки стали основою його докторської дисертації.
З 1971 р. – завідувач кафедри економіки та організації промислового виробництва Донецького державного університету, керівник госпдоговірних робіт (у співдружності з Київським заводом «Маяк», Маріупольським заводом важкого  машинобудування) та наукової теми народногосподарського значення «Розробка і впровадження АСУ на підприємствах «Союзгазмашпрому».
1980 р. – захистив докторську дисертацію за темою "Ефективність і проблеми удосконалення планування промислового виробництва".
1983-2015 рр. – завідувач кафедри економіки підприємств і підприємництва Хмельницького інституту побутового обслуговування (нині Хмельницький національний університет).     
1987 р. – створив галузеву лабораторію Міністерства побутового обслуговування УРСР (обсяг фінансування – 500 тис. крб. на 5 років).
1996 р. – обраний академіком Академії інженерних наук України.
1997 р. – обраний академіком Міжнародної академії інформатизації.
2006 р. – обраний академіком Академії економічних наук України.
2007 р. – обраний академіком Академії соціального управління.
З 2016 р. - дотепер – професор кафедри маркетингу і торговельного підприємництва Хмельницького національного університету.

## Наукова діяльність
До сфери наукових зацікавлень належать галузь ринкових методів планування на підприємствах, оцінка інноваційно-інвестиційних  рішень, ціноутворення з  використанням  маржинального підходу. 
У рамках наукової школи «Інновації у плануванні підприємницької діяльності на основі концепції маржинального доходу» під керівництвом О. Орлова досліджуються проблеми методології і методики, технології і процедури використання ринкових інструментів в плануванні діяльності промислових підприємств. Ціллю дослідження є створення гнучкої системи планування, що враховує вплив ринкової кон`юнктури і адаптованої до реальних умов роботи підприємництва.
Вченим, одноосібно та в співавторстві, підготовлено 350 наукових публікацій, 2 підручники, 10 монографій, 5 авторських свідоцтв , серед яких:
1. Орлов О.  О. Інновації у плануванні на основі концепції маржинального доходу : монографія / О. О. Орлов, Є. Г. Рясних. – Львів : Новий Світ-2000, 2019. – 160 с.
2. Актуальні питання комплексного оцінювання інноваційної діяльності промислових підприємств : монографія / О. О. Орлов, О. І. Гончар, С. В. Ковальчук, Є. Г. Рясних. – Хмельницький : ХНУ, 2017. – 552 с.
3. Орлов О. А. Нетехнологические инновации. Инновационные решения проблем планирования промышленного производства на основе маржинального подхода : монография / О. А. Орлов Е. Г. Рясных. – LAP LAMBERT Academic Publishing, 2014. – 180 с.
4. Орлов О.  А. Маржинальная прибыль в экономических расчетах на промышленных предприятиях : монография / О. А. Орлов, Е. Г. Рясных. – Київ : Освіта України, 2011. – 192 с.
5. Орлов, О.  О. Ціноутворення на нову продукцію виробничо-технічного призначення : монографія / О. О. Орлов, Є. Г. Рясних, О. В. Савченко. – Київ  : Освіта України, 2011. – 144 с.
6. Орлов О.  О. Управління накладними затратами в системі формування фінансових результатів промислових підприємств : монография / О. О. Орлов, Є. Г. Рясних, Є. М. Рудніченко; за ред. О.О. Орлова. – Хмельницький : ХНУ, 2010. – 223 с.
7. Орлов О.  О. Планування прибутку підприємств в умовах ринкової економіки : монографія / О. О. Орлов, Є. Г. Рясних, Н. І. Гавловська. – Хмельницький : ХНУ, 2009. – 155 с.
8. Орлов О.  А. Планирование деятельности промышленного предприятия : учебник / О. А. Орлов. – 2-е изд., перераб. и доп. – Київ : Скарби, 2006. – 416 с. – (VERBA MAGISTRI).
9. Орлов О.  О. Планування діяльності промислового підприємства : підручник / О. О. Орлов. – Київ : Вид. дім “Скарби”, 2002. – 336 с.

Професор О. Орлов є організатором єдиної в Україні Міжнародної науково-практичної конференції “Проблеми планування виробництва в ринкових умовах” (проведено 14 конференцій), яка зарекомендувала себе як школа підготовки кадрів найвищої кваліфікації. Вісімнадцять учасників цієї конференції захистили докторські дисертації, серед них п’ять викладачів Хмельницького національного університету. 
Під науковим керівництвом вченого захищено 5 докторських та близько 50 кандидатських дисертацій.

## Відзнаки та нагороди
- 1999 р. – присвоєно звання «Відмінник освіти України»
- 2000, 2007 рр. – відзначений Почесними грамотами Міністерства освіти і науки України
- 2011 р. – нагороджений ювілейною медаллю «20 років незалежності України»
- 2016 р. – нагороджений орденом князя Костянтина Острозького Академії соціального управління
- 2021 р. – присуджено пожиттєву стипендію КМУ[7], нагороджений грамотою Верховної Ради України